# Oshurkovia kamtschatica
Oshurkovia kamtschatica är en mossdjursart som beskrevs av Grischenko och Shunsuke F. Mawatari 2005. Oshurkovia kamtschatica ingår i släktet Oshurkovia och familjen Umbonulidae. Inga underarter finns listade i Catalogue of Life.